# Brielow Ausbau

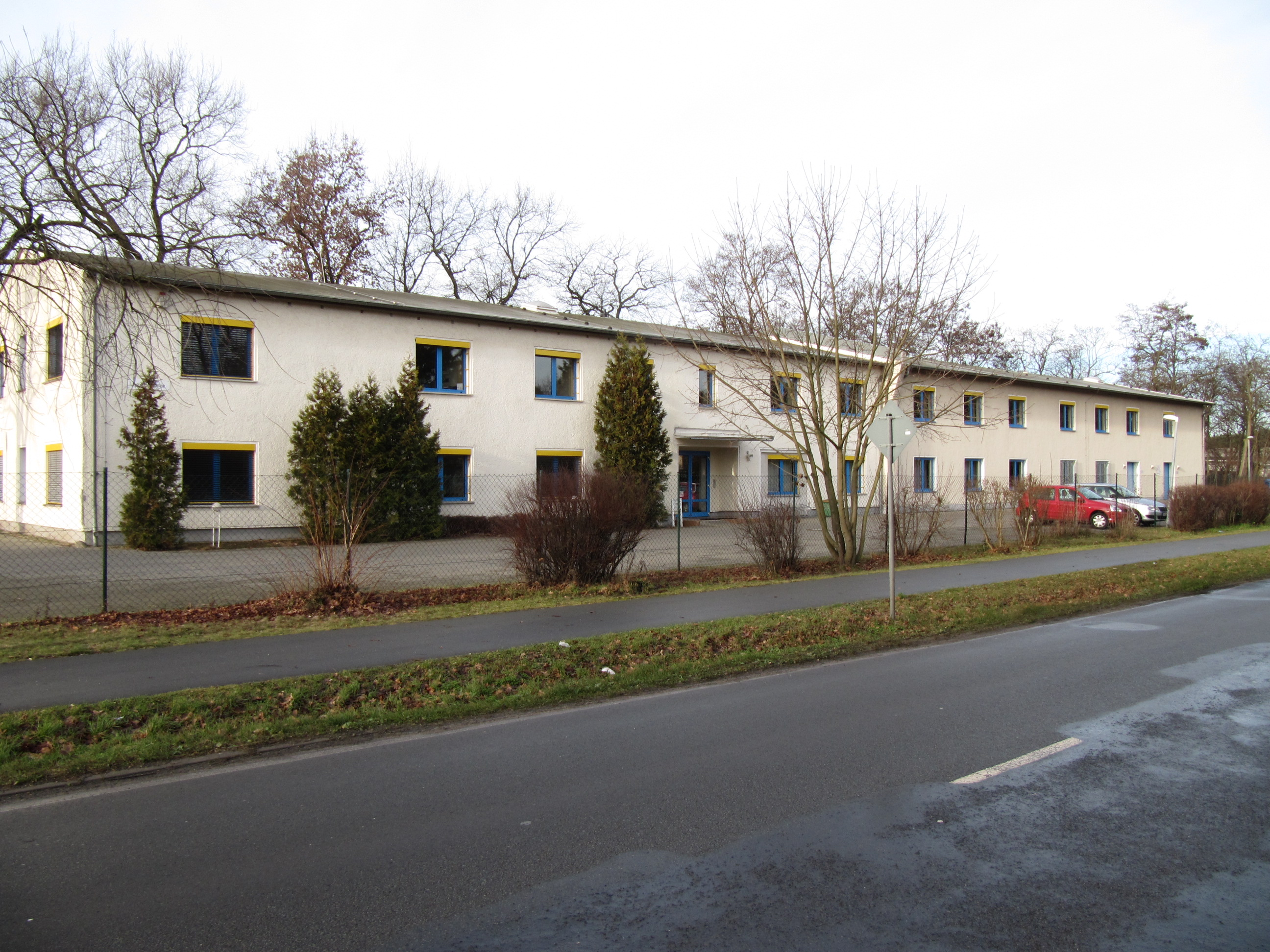
Verwaltung von Gemeinde und Amt Beetzsee in Brielow Ausbau

Brielow Ausbau ist ein Wohnplatz in der Gemeinde Beetzsee im Landkreis Potsdam-Mittelmark in Brandenburg. Er gehört zum Ortsteil Brielow. Brielow Ausbau ist durch eine Vielzahl von Eigenheimen und ein kleines Industriegebiet geprägt. Im Wohnplatz an der Landesstraße befindet sich die Gemeindeverwaltung und die Verwaltung des Amtes Beetzsee.

## Geographie
Der Wohnplatz Brielow Ausbau liegt im Süden der Gemeinde Beetzsee unmittelbar an der Gemeindegrenze zur Stadt Brandenburg an der Havel an der Landesstraße 98. Unmittelbar hinter der Grenze in der Stadt Brandenburg liegt der ähnlich lautende Wohnplatz Brielower Ausbau mit der Endung -er, der von Brielow Ausbau lediglich durch Straßen und Ortsschilder getrennt ist. Beide bilden somit eine zusammenhängende urbane Siedlung. Östlich Brielow Ausbaus am Beetzsee liegt ein Flächennaturdenkmal, die Seehofinsel Brielow. Daneben gibt es in der Nähe ein geschütztes Biotop. Der Ausbau selbst ist Teil des Naturparks Westhavelland, das Umland Teil des Landschaftsschutzgebietes Westhavelland. Unmittelbar nordöstlich an Brielow Ausbau angrenzend befindet sich eine Feuchtwiese, die Butter Laake, die sich in einer eiszeitlichen Schmelzwasserrinne gebildet hat.

## Verkehr
Eine Verbindung der Westhavelländischen Kreisbahnen mit einem Haltepunkt Brielow Ausbau wurde in den 1960er Jahren eingestellt und das seit einem Rückbau nach Norden blind endende Gleis wird als Abstellmöglichkeit für Güterwaggons genutzt. Brielow Ausbau wird mit der Haltestelle Brandenburg an der Havel, Freiheitsweg an Wochentagen von den Verkehrsbetrieben Brandenburg an der Havel über die Stadtbuslinie C bedient. Daneben verkehren Regionalbusse der Regiobus Potsdam-Mittelmark aus der Stadt Brandenburg in die Gemeinde Beetzsee und darüber hinaus.